# چونگ اون-کیونگ
چونگ اون-کیونگ (انگلیسی: Chung Eun-kyung؛ زادهٔ ۲۲ مارس ۱۹۶۵) بازیکن هاکی روی چمن اهل کره جنوبی بود.
از افتخارات وی میتوان به کسب مدال نقره در بازی‌های المپیک تابستانی ۱۹۸۸ اشاره کرد.